# Apozolco
Apozolco är en ort i Mexiko.   Den ligger i kommunen La Yesca och delstaten Nayarit, i den centrala delen av landet, 500 km väster om huvudstaden Mexico City. Apozolco ligger 686 meter över havet och antalet invånare är 680.
Terrängen runt Apozolco är huvudsakligen kuperad, men norrut är den bergig. Apozolco ligger nere i en dal. Runt Apozolco är det mycket glesbefolkat, med 3 invånare per kvadratkilometer. Apozolco är det största samhället i trakten. I omgivningarna runt Apozolco växer huvudsakligen savannskog.